# إبرام أ. هاموند
إبرام أ. هاموند (بالإنجليزية: Abram A. Hammond) هو قاضي ومحامي أمريكي، ولد في 21 مارس 1814 في براتلبورو في الولايات المتحدة، وتوفي في 27 أغسطس 1874 في دنفر في الولايات المتحدة.